# Musée des arts décoratifs
Musée des arts décoratifs (česky Muzeum dekorativních umění) je městské muzeum v Paříži. Nachází se na adrese Rue de Rivoli č. 107 v 1. obvodu v severním křídle paláce Louvre.

## Historie
Muzeum bylo otevřeno 29. května 1905. V roce 1996 bylo zcela reorganizováno v rámci projektu Grand Louvre a bylo k němu připojeno Muzeum módy a textilu a v lednu 1997 opět otevřeno. V roce 1999 k němu bylo ještě připojeno Muzeum reklamy.

## Sbírky
Muzeum se zaměřuje na dekorativní umění, tj. nábytek, stolování, grafiku, sklo, tapiserie, šperky, tapety, keramiku, malířství i sochařství. Muzejní sbírky zahrnují zhruba 150 000 předmětů, z nichž je 6 000 vystaveno ve stálé expozici. Výstava je rozdělena na pět chronologických oddělení (středověk – renesance, 17. – 18. století, 19. století, secese – art deco, moderna – současnost) a na pět tematických oddělení (grafické umění, šperky, hračky, tapety, sklo).
Muzeum rovněž pravidelně pořádá množství tematických výstav.